# Bitpanda
Bitpanda GmbH är en österrikisk finanstjänsteleverantör med huvudkontor i Wien. Företaget säljer tjänster inom handel med kryptovalutor, råvaror, värdepapper och ETF. Företaget var det första österrikiska startup-företaget som uppfyllde kriterierna för att uppnå enhörningsstatus.
Omsättningen 2022 uppgick till 90 miljoner euro och steg till 147,6 miljoner euro året därpå.

## Historik

### Grundläggning och orientering
Bitpanda GmbH grundades den 12 september 2014 av Eric Demuth, Paul Klanschek och Christian Trummer. Inledningsvis var företaget verksamt under namnet Coinimal GmbH, medan handelsplattformen för kryptovalutor alltid var känd som Bitpanda. Från och med 2017 kunde man köpa kuponger för bitcoins på över 1800 platser hos den österrikiska posten, vilka kunde lösas in via Bitpandas plattform. Under räkenskapsåret 2017 genererade 15 anställda en vinst på 11,16 miljoner euro och hanterade transaktioner med olika kryptovalutor till ett värde av 600 miljoner euro. År 2018 bytte företaget namn till Bitpanda GmbH.

### Diversifiering av tjänster
Sommaren 2019 lanserade Bitpanda GmbH en token kallad Best, som gav kunder rabatt på handelsavgifter vid betalningar. Samma år började företaget även integrera handel med ädelmetaller på sin plattform, utöver kryptotillgångar. I april 2021 fick företaget tillstånd att bedriva värdepappershandel, vilket möjliggjorde investeringar i fraktionerade aktier och ETF. Dessutom introducerade företaget tillsammans med Visa ett betalkort som gjorde det möjligt att betala med kryptovalutor, ädelmetaller och fiatpengar.
År 2020 inledde företaget en investeringsrunda och genererade kapital på 45 miljoner euro från Valar Ventures, lett av Peter Thiel, och Speedinvest. Inom sex månader efter denna runda samlade Bitpanda GmbH in totalt 143 miljoner euro i en andra investeringsrunda, vilket höjde företagets värdering till 1,2 miljarder US-dollar i mars 2021. Huvudinvesterarna i denna runda var Valar Ventures och partners från DST Global. Därmed blev företaget det första österrikiska startup-företaget att uppfylla kriterierna för enhörningsstatus. Den tredje investeringsrundan resulterade i ytterligare 223,5 miljoner euro, vilket ledde till en företagsvärdering på 3,5 miljarder euro. I denna sista runda deltog återigen Valar Ventures, Alan Howard och Redo Ventures samt befintliga investerare LeadBlock Partners och Jump Capital.

### Nedskärningar, licensiering och expansion
Sommaren 2022 minskade Bitpanda GmbH sin personalstyrka med cirka 270 anställda, vilket berodde på en alltför snabb tillväxt med många nyanställningar och en 70-procentig nedgång i bitcoin-kursen. I slutet av året fick Bitpanda GmbH en kryptolicens från den tyska finansinspektionen (BaFin), som inte bara tillåter förvaring av kryptovalutor, utan även egen handel med dem.
Sedan 2023 driver Bitpanda GmbH en filial i Storbritannien och inledde ett samarbete med Coinbase för att kunna förse  institutionella kunder med en reglerad handelsinfrastruktur. Företaget investerade 9,2 miljoner euro i området artificiell intelligens, med syftet att kunna sälja en AI-baserad förmögenhetsförvaltare. Genom ett samarbete med banken N26 integrerades Bitpandas kryptohandelsplattform i N26-appen, vilket gör det möjligt för bankens kunder att handla med över 200 kryptovalutor via appen. Sedan april 2023 samarbetar Bitpanda även med Raiffeisenbank Niederösterreich-Wien, där bankens kunder kan använda Bitpandas kryptohandelstjänster via Raiffeisenbanks egen plattform.
Sedan 2023 fungerar Deutsche Bank som europeisk husbank för Bitpandas valutakorsande tjänster i Österrike och Spanien. I april 2024 tillkännagav Bitpanda ett samarbete med Landesbank Baden-Württemberg (LBBW) för att möjliggöra för LBBW företagskunder att lagra och förvärva kryptotillgångar. I början av juni utökade Bitpanda sitt samarbete med Deutsche Bank för att kunderna skulle kunna utföra realtidsbetalningar för inkommande och utgående transaktioner. Genom partnerskapet med Deutsche Bank kan Bitpanda använda tyska internationella bankkontonummer (IBAN) för att förbättra effektiviteten och säkerheten vid överföringar i samband med konvertering mellan kryptovalutor och fiatvaluta.

## Företagsstruktur

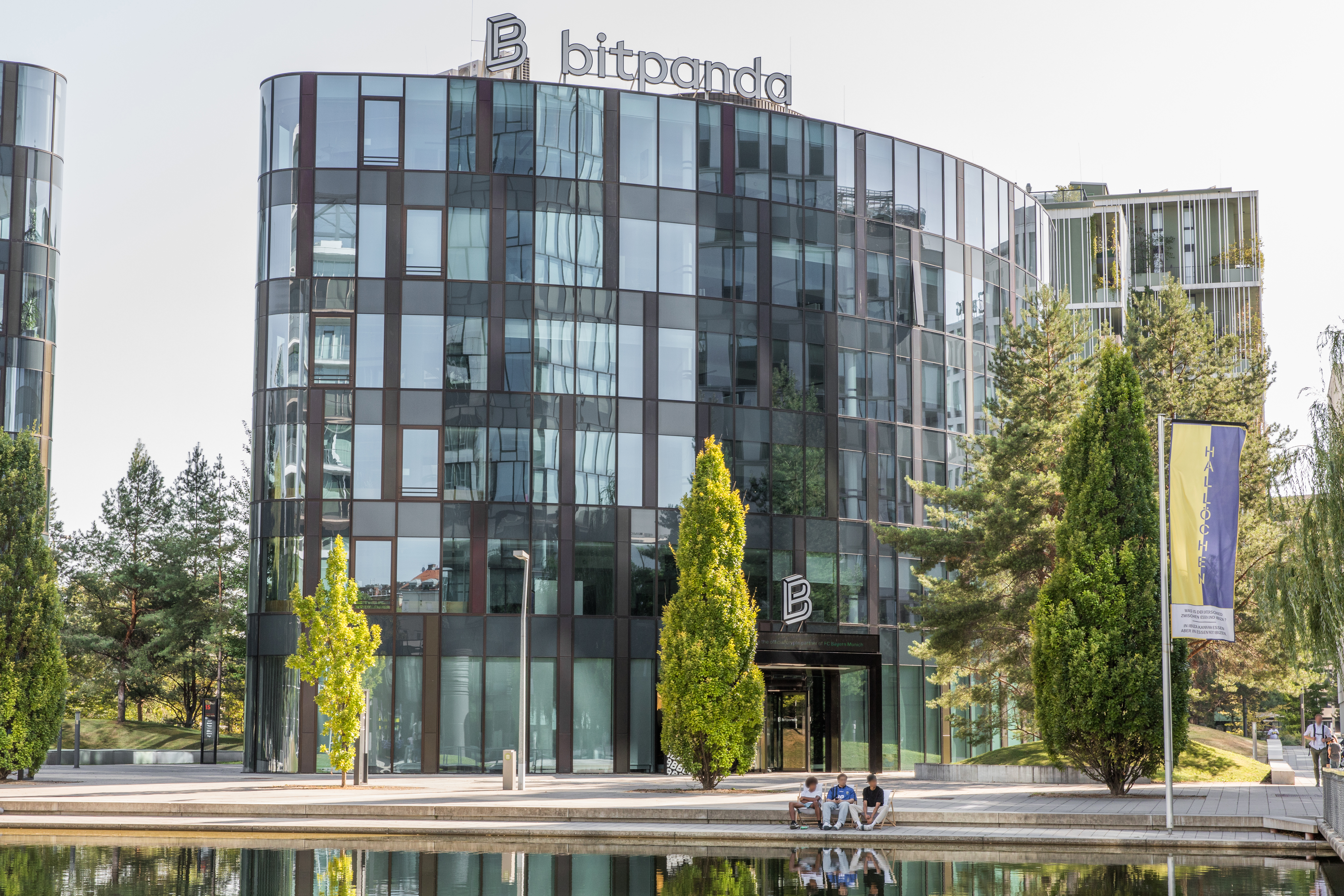
Företagets huvudkontor

Bitpanda GmbH:s moderbolag är sedan 2022 det schweiziska Bitpanda Group AG.
Utöver de verkställande direktörerna har bolaget en tillsynsstyrelse bestående av tre personer. Bitpanda GmbH har innehav och filialer i Wien, Berlin, Milano, Krakow, Bukarest, Amsterdam, Madrid, Barcelona, Dublin och London.
Under räkenskapsåret 2023 genererade 730 anställda en omsättning på 147,6 miljoner euro. Hälften av företagets anställda är programmerare, medan resten arbetar inom områden som kundservice, storkundshantering och personalfrågor. Fram till maj 2024 hade Bitpanda GmbH över 4,5 miljoner kunder, varav 25 procent kommer från Tyskland.
Dotterbolaget Bitpanda Technology Solutions tillhandahåller den av Bitpanda utvecklade infrastrukturen för handel med kryptovalutor till finansiella institutioner. Bland kunderna finns bland annat bankerna N26, Mambu, Lydia, Plum, Raiffeisenlandesbank Niederösterreich-Wien samt Landesbank Baden-Württemberg.

## Produkter och tjänster
Bitpanda GmbH är auktoriserat av regulatoriska licenser för att handla kryptovalutor och hålla dem i förvar för kunder. Dessa licenser täcker hela Europeiska ekonomiska samarbetsområdet.
Via det elektroniska handelssystemet Bitpanda kan företagets kunder handla över 390 olika kryptovalutor på sin webbplats och mobila applikation, inklusive Bitcoin, Ethereum, Tether och Solana. Förutom handel med kryptovalutor säljer Bitpanda tjänster inom investeringar i kryptoindex. Genom produkten Leverage kan kortsiktig handel på kryptomarknaden utföras. Företaget handlar även i ädelmetaller som guld och silver, samt aktier och ETF. Bitpanda samarbetar också med Visa om ett betalkort som gör det möjligt för kunder att genomföra betalningar med kryptovalutor, ädelmetaller och fiatpengar.
Företaget säljer även utbildning inom finansiella produkter och tjänster.

## Sponsring
År 2021 började Bitpanda med sponsring inom internationell sport som officiell global partner för Davis Cup i tennis. I början av 2022 ingick företaget ett partnerskap med det italienska rugbyförbundet, där Bitpanda blev huvud- och tröjsponsor för det italienska rugbylandslaget. Dessutom blev Bitpanda GmbH premium-sponsor för World Padel Tour, en sport som härstammar från tennis.
Ett sponsoravtal med FC Bayern München undertecknades i januari 2024.

## Priser och utmärkelser
- 2019: Entrepreneur Of The Year Award, utdelat av EY.[40]
- 2021: Promoting-the-Best-Awards i kategorin Best Legal Department, som delas ut av den österrikiska digitaliseringsplattformen Future Law i samarbete med Association of Austrian Corporate Lawyers (VUJ).[41]